# Кросно (Підляське воєводство)
Кросно (пол. Krosno) — село в Польщі, у гміні Тикоцин Білостоцького повіту Підляського воєводства.
Населення — 65 осіб (2011).
У 1975—1998 роках село належало до Білостоцького воєводства.

## Демографія
Демографічна структура станом на 31 березня 2011 року:
|          | Загалом | Допрацездатний вік | Працездатний вік | Постпрацездатний вік |
| -------- | ------- | ------------------ | ---------------- | -------------------- |
| Чоловіки | 37      | 11                 | 24               | 2                    |
| Жінки    | 28      | 7                  | 14               | 7                    |
| Разом    | 65      | 18                 | 38               | 9                    |